# Melchisédech Thévenot
Melchisédech Thévenot (ook Melchisédec Thévenot) (1620 - Issy, 29 oktober 1692) was een Franse auteur, wetenschapper, reiziger, cartograaf, uitvinder en diplomaat. Hij was de uitvinder van de waterpas en was ook beroemd om zijn boek Art de Nager demontré par figures avec des avis pour se baigner utilement (1696), dat in 1699 werd vertaald als The Art of Swimming; een van de eerste boeken over het zwemmen en veel gelezen in de 18e eeuw. Het boek populariseerde de schoolslag. Thévenot beïnvloedde ook de oprichting van de Académie Royale des Sciences (de Franse Academie van Wetenschappen).

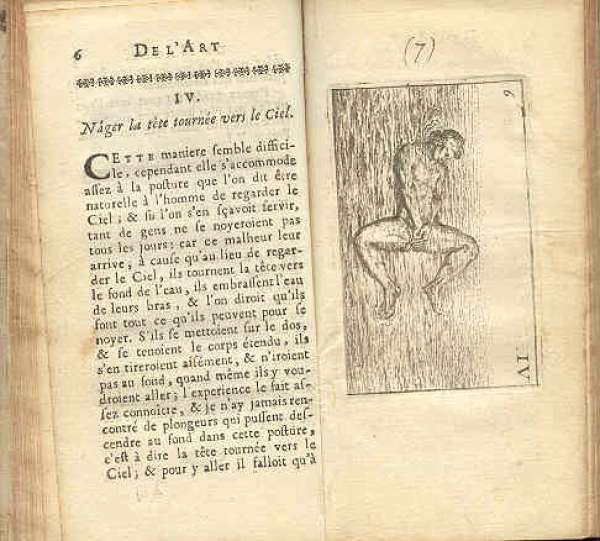
illustratie van de rugslag, uit de Art de Nager van Thévenot

Thévenot was een amateur-wetenschapper en patroon van vele wetenschappers en wiskundigen. Hij correspondeerde onder andere met Jan Swammerdam, die hij aanmoedigde om de oorsprong van het organisme te achterhalen. Hij trad ook op als ambassadeur van Genua in 1647 en later van Rome in het decennium 1650-1659. Na de dood van de paus Innocentius X nam hij verder deel aan het conclaaf. In 1684 werd hij de bibliothecaris van koning Lodewijk XIV.
Thévenot was een rijke man met vele connecties. Hij was een befaamd spreker in het Engels, Grieks, Latijn, Hebreeuws en diverse Oosterse talen, inclusief Arabisch en Turks. Zijn afkomst en de oorsprong van zijn rijkdom zijn onbekend.
De geleerde R.S. Westfall van The Newton meende in zijn ongepubliceerde nota's te weten dat Thévenot van oorsprong Joods zou zijn geweest; "due to the mystery of his origins, his knowledge of Hebrew, and his first name", de verfransing van Melchizedek. Deze speculatie wordt weerlegd door het feit dat de doopnaam van Thévenot Nicolas was en Melchisédech als tweede (bevestigings)naam werd toegevoegd, vrijwel zeker ter ere van zijn grootvader van moeders kant, Melchisédech Garnier (1637), een "avocat" bij het Parlement van Parijs en gelet op de oudtestamentische naam waarschijnlijk een hugenoot.

## Wetenschappelijke studies
Thévenot studeerde astronomie, fysica, medicijnen en magnetisme en toonde in de jaren 1660 aan dat atmosferische schommelingen iets te maken hadden met menselijke en dierlijke ademhaling. Tussen 1658 en 1661 voerde Thévenot experimenten uit met capillariteit en de sifon. Hij stelde verder voor om citroensap te gebruiken als medicijn voor diverse aandoeningen, en siroop van de ipecac als remedie voor dysenterie.
Kort vóór 2 februari 1661 vond Thévenot de waterpas uit, die hij vulde met alcohol, en aan een stenen liniaal met een vergrootglas bevestigde. Binnen een jaar liet hij de details van zijn uitvinding aan anderen zien, waaronder Robert Hooke uit Londen en Vincenzo Viviani uit Florence. Er wordt soms gezegd dat de waterpas in het begin van de 18e eeuw nog niet veel werd gebruikt, maar Adrien Auzout had aan de Académie Royale des Sciences in 1666 geadviseerd om Thévenots waterpassen mee te nemen met de expeditie naar Madagaskar. Het is erg waarschijnlijk dat deze waterpassen in Frankrijk in gebruik waren, lang voor het einde van de eeuw.

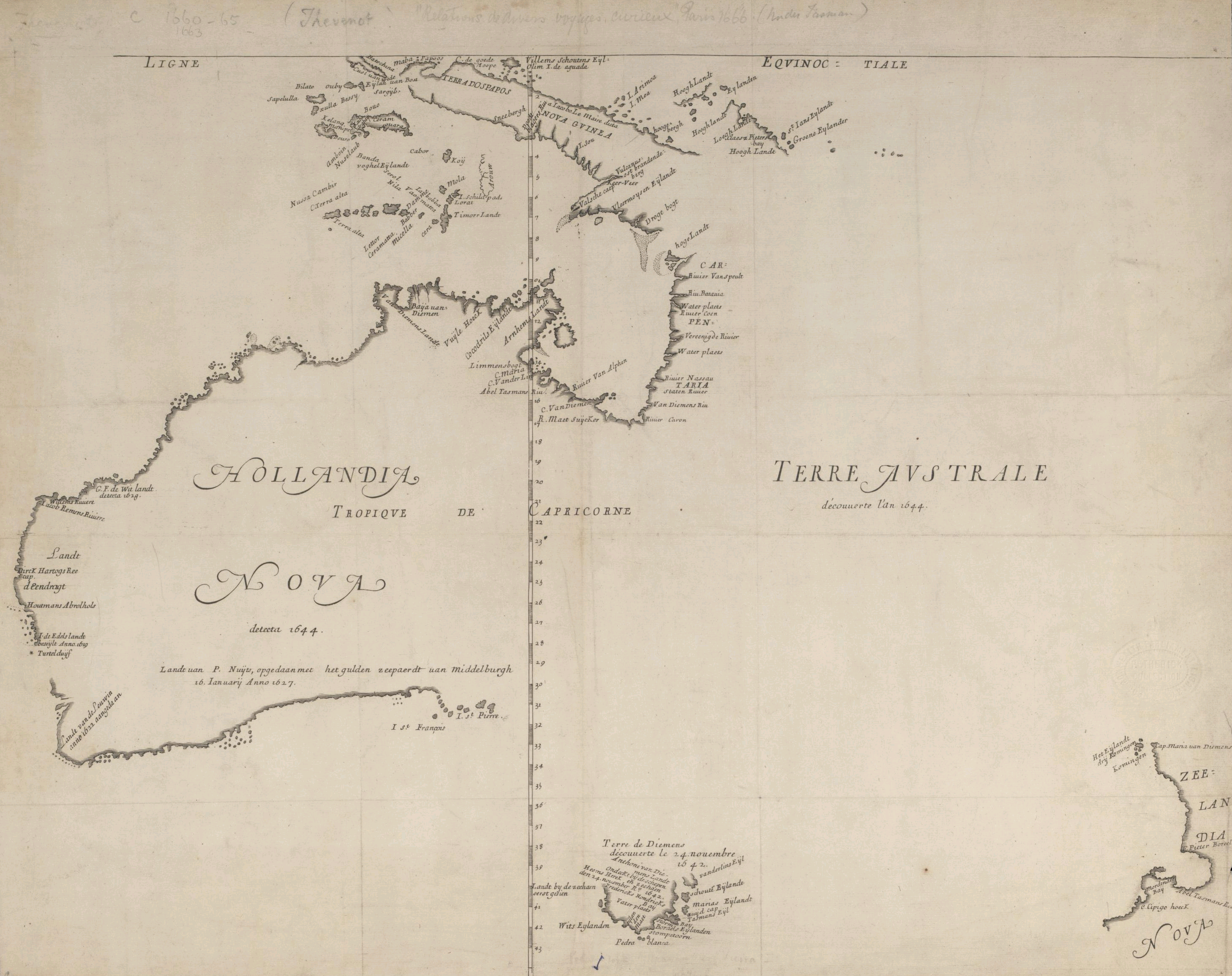
Kaart van Nieuw Nederland die door Melchisédech Thévenot werd getekend.

## Andere werken
Veel van Thévenots topografische kaarten van het Midden-Oosten werden gepubliceerd in zijn Relations de Divers Voyages Curieux (Parijs, 1663), een collectie van vertalingen van ontdekkingsreizen zoals van de Cosmas Indicopleustes. De kaart van Zuid-Irak was een van de eerste kaarten en het meest gedetailleerd. Zijn neef Jean de Thévenot bezocht later deze regio. Thévenot refereert aan de Mandaeans van de Basra-regio waarin een gedrukte pagina uit een van deze heilige boeken staat; een van de eerste gedrukte verschijningen van de taal Mandaean in Europa.
Melchisédech Thévenot wordt geregeld verward met zijn neef, de reiziger Jean de Thévenot. Er zijn bewijzen die zeggen dat zowel Huygens als Hooke later een claim op de uitvinding van de waterpas legde, echter alleen in de landen waar zij woonden. Er is geen portret van Thévenot, en een vermoedelijk portret van hem, zoals gezien kan worden in Gerrit Lindebooms editie van Thévenots brieven aan Swammerdam, is van zijn neef Jean.
- Bibsys: 14017227
- Biblioteca Nacional de España: XX1533815
- Bibliothèque nationale de France: cb12512128n (data)
- CiNii: DA1157212X
- Digitale Bibliotheek voor de Nederlandse Letteren: thev001
- Gemeinsame Normdatei: 117624519
- International Standard Name Identifier: 0000 0001 1028 2804
- Library of Congress Control Number: n50014413
- Nationale bibliotheek van Australië: 35545539
- Nationale Bibliotheek van Israël: 987007307059305171
- Nederlandse Thesaurus van Auteursnamen: 070328366
- Réseau des bibliothèques de Suisse occidentale: 02-A003900503
- Istituto Centrale per il Catalogo Unico: UBOV455632
- SNAC: w68h8dpf
- Système universitaire de documentation: 034357599
- Trove: 991005
- Virtual International Authority File: 125149066390465600931